# Ex Ospedale Maggiore Sant'Andrea
L'Ex Ospedale Maggiore Sant'Andrea di Vercelli era un'istituzione di assistenza ai pellegrini, agli indigenti e agli infermi, fondata nel 1224 e attiva fino a metà del XX secolo. La struttura è situata nella parte nordoccidentale del centro storico della città, nel rione Monrosa (anticamente contrada di S. Andrea), nell'area delimitata dalle vie Galileo Ferraris, Dante Alighieri, Giovanni Battista Viotti e viale Giuseppe Garibaldi.

## Storia

### Contesto della fondazione
Il capillare fenomeno dell'ospitalità medievale emerse in età carolingia, quando le abbazie furono incaricate di accogliere i viandanti, soprattutto se situate lungo le principali vie di comunicazione. In ciò si affiancavano alla consolidata tradizione di accoglienza propria delle comunità di canonici regolari situate presso le grandi direttrici viarie.
A partire dal XII secolo sorsero numerosissime istituzioni ospitaliere nelle città, per una concomitanza di motivi: il generale impoverimento della popolazione, la necessità di controllare le conseguenti masse di indigenti, la volontà di tutelare i movimenti dei pellegrini, il desiderio di impegno religioso dei laici senza le restrizioni della vita ecclesiastica. La capacità degli ospedali di soddisfare tali necessità, dunque, li rese strumento principe per l'esercizio della carità cristiana nelle mani degli ecclesiastici. Alle istituzioni era generalmente garantita una considerevole indipendenza, la personalità giuridica e la gestione pratica era affidata a confraternite di laici o religiosi.
In tale contesto a Vercelli, snodo fondamentale degli itinerari medievali piemontesi posto sulla via Francigena ed essa stessa meta di pellegrinaggio in quanto custode delle spoglie di sant'Eusebio, è documentata la fondazione di numerosi ospedali tra XII e XIII secolo. Oltre al Sant'Andrea si ricordano: Santa Brigida e Santa Maria del Fasano per i pellegrini, rispettivamente nel 1113 e 1263; San Martino di Lagatesco per gli infermi, nel 1271; San Graziano e Santo Spirito per gli indigenti, rispettivamente nel 1140 e 1214; infine San Sepolcro, San Giacomo di Cascine e San Giovanni, rispettivamente nel 1135, 1179 e 1282.

### XIII secolo
L'ospedale fu fondato nel 1224 presso la porta di Sant'Andrea, contestualmente alla basilica di Sant'Andrea e alla relativa abbazia, per volere del cardinale Guala Bicchieri. Il cardinale fin da principio lo destinò «ad refectionem pauperum», riferendosi con tale espressione a tutti i poveri, sia sani che malati, ma anche pellegrini e bambini.
Prima ancora dell'edificazione, giocarono un ruolo fondamentale nella nascita dell'istituzione alcuni canonici della Congregazione di San Vittore (vittorini o sanvittorini) giunti col cardinale da Parigi nel 1219: per volere del porporato, lo stesso anno del loro arrivo i frati Simone e Pietro entrarono in possesso di diverse sue terre da utilizzarsi a favore degli erigendi chiesa e ospedale, mentre a Tommaso Gallo fu affidata la fabbrica del monastero e dell'ospedale. Completato l'edificio, a quel tempo consistente dell'ambiente in seguito noto come Salone Dugentesco e del relativo portico colonnato antistante, il cardinale incaricò della gestione gli stessi vittorini, ponendo Tommaso a capo dell'intero complesso (basilica, monastero e ospedale), in qualità di priore.
Prossimo alla morte, nel maggio 1227 Guala Bicchieri redasse testamento, mediante il quale predispose a favore dell'istituto un cospicuo legato, ammontante a 1000 marchi di sterline.
Pochi giorni dopo la morte del fondatore, il 30 maggio papa Gregorio IX emise una bolla con cui pose canonica e ospedale sotto la propria protezione, stabilì gli obblighi dei canonici vittorini verso l'ospedale, pose l'abate di S. Andrea a capo sia della canonica che dell'ospedale, impose che quest'ultimo fosse considerato una dipendenza dell'abbazia, dotato tuttavia di amministrazione distinta. L'amministratore era indicato nei documenti come ministro, ministrale, rettore o preposto, sebbene la prima espressione ricorresse più frequentemente. Tommaso Gallo, elevato al titolo di abate nel 1225 dall'imperatore Federico II di Svevia, nel 1227 elesse a ministro dell'ospedale frate Andrea, seguito nel 1230 da prete Ardizzone (un sacerdote secolare), nel 1233 da D. Ottone e nel 1237 da D. Anfosso, che a sua volta divenne abate dopo Tommaso nel 1246. Nei piani del fondatore, in realtà, i ministri dovevano essere scelti tra i religiosi conversi, non tra i canonici. Tuttavia la cosa non fu possibile, essendo sovente i primi non all'altezza del compito, per mancanza di cultura o autorità, quindi la carica rimase appannaggio dei più insigni canonici.
Il regolamento del 1227 promulgato dalla bolla di papa Gregorio IX fu integrato dall'abate Tommaso il 1º aprile 1240, in occasione della visita ufficiale all'istituto. Un sentore delle regole cui il personale doveva attenersi può esser ricavata dai pochi articoli pervenutici, che stabilivano:
- al ministro era proibito dare ospitalità a propri consanguinei per più di otto giorni senza permesso dell'abate;
- al ministro era proibito vendere cereali, animali, legnami per oltre 10 soldi pavesi senza consenso dell'abate;
- all'ospedale era proibito prestar sicurtà senza consenso dei frati e delle suore e mai oltre 100 soldi pavesi;
- l'ospedale non poteva in nessun caso accogliere persone pericolose per l'istituto stesso;
- ogni frate o suora conversa doveva aver cura del patrimonio affidato;
- ogni frate o suora conversa aveva l'obbligo di riferire all'abate o al ministro qualsiasi disordine all'interno della struttura.

L'abate Anfosso di Montechiaro visitò l'ospedale il 22 giugno 1255. Durante la visita chiamò a colloquio tutto il personale e dalle conseguenti considerazioni trasse l'integrazione al regolamento di Tommaso:
- i frati e le suore dovevano obbedire al ministro, usare vino annacquato tranne che nei giorni festivi e dormire in luoghi separati in base al sesso;
- ai parenti del ministro e dei conversi era proibito il ricovero nella struttura, tranne che se poveri e comunque con approvazione dell'abate;
- le vivande non potevano esser mandate fuori dall'istituto;
- il ministro non poteva fare donazioni e nemmeno mangiare all'esterno dell'ospedale.

Il 6 gennaio 1311, al tempo del ministro frate Egidio, l'abate Uguccione Bondoni visitò l'ospedale e nuovamente il personale fu chiamato a colloquio. In tale occasione l'abate non ravvisò alcuna necessità, confermò dunque i regolamenti precedenti.
Con gli statuti del 1241 il comune di Vercelli prese sotto la propria egida le istituzioni ospitaliere cittadine, garantendo protezione giuridica sia agli enti che ai loro possedimenti, in un'apposita sezione intitolata De religione divina. Curiosamente il Sant'Andrea non fu incluso nella redazione originale degli statuti, ma aggiunto in un secondo momento mediante un'apposita nota a margine. Tale discrepanza è attribuita all'utilizzo di statuti del secolo precedente (quando il Sant'Andrea ancora non esisteva) come base per i nuovi e che la redazione del 1241 avesse erroneamente trascurato gli istituti più recenti.
Le relazioni della visita all'ospedale dell'abate Anfosso il 22 giugno 1255 riportano con precisione l'entità e la natura del personale operante: il ministro fra Alberto, due frati conversi, cinque frati redditi, tre suore converse e tre suore reddite.
La presenza di due medici in città fin dall'inizio del secolo e l'istituzione di due insegnamenti universitari di medicina nel 1228 portarono ad un generale e progressivo aumento delle cure sanitarie, fenomeno a cui l'ospedale non rimase estraneo: a metà del secolo vi era garantita l'assistenza agli ammalati grazie all'ingaggio di medici, chirurghi e speziali. Al tempo stesso si ampliò il ventaglio di attività che i vittorini offrivano: dalla raccolta delle elemosine e la preparazione dei pasti per gli indigenti, all'accudimento dei loro figli, fino alla scuola per i bambini.
Il repentino incremento delle attività assistenziali, probabilmente stimolato dalla concorrenza coi numerosi istituti cittadini, rese necessaria l'aggiunta di un ulteriore corpo di fabbrica aggettante sul lato sud-orientale (abbattuto poi nel 1461). Ragionando per parallelismo con la struttura di istituti altrettanto complessi come quelli di Tortona e Novara, all'epoca l'ospedale doveva essere circondato da un recinto ed includere una chiesa e un chiostro.
Nel 1284, al tempo dell'abate Uguccione Bondoni (o Ugoccione De Bondonis) e del ministro frate Ugone, i beni del monastero furono nettamente separati da quelli dell'ospedale.

### XIV secolo
L'importanza dell'istituzione portò dopo alcuni decenni all'assorbimento di diversi ospedali minori, ormai svuotati della loro originale funzione: nel 1290 l'ospedale di Marco Morando; nel 1304 l'ospedale di Santa Maria del Fasano, su richiesta del vescovo Aimone di Challant, e dell'ospedale di San Graziano; nel 1345 l'ospedale di Santa Brigida (degli Scoti), su proposta degli stessi vittorini che ne avevan constatato la cattiva gestione da parte dell'amministrazione. L'annessione di quest'ultimo fu concessa mediante una bolla di papa Clemente VI, nonostante le rimostranze del vescovo, che fino ad allora ne aveva personalmente nominato gli amministratori, rimostranze che furono ricomposte mediante un accordo in sede processuale. L'assorbimento dei suddetti ospedali valse al Sant'Andrea l'appellativo di Ospedale Maggiore, il cui patrimonio si arricchì notevolmente di mobilio e suppellettili, aumentando il numero di posti letto disponibili.
Sebbene iniziato nel secolo precedente, il processo di assorbimento degli ospedali minori da parte del Sant'Andrea era in linea con la tendenza delle grandi città italiane del XIV secolo: mediante opportuni interventi legislativi, le grandi masse povere della società tardomedievale (un quinto della popolazione, quindi una minaccia per l'ordine pubblico) erano indirizzate e confinate in strutture assistenziali progressivamente accorpate, la cui amministrazione veniva sempre più centralizzata. Tali strutture riuscivano a garantire centinaia di posti letto ed erano talvolta affiancate da enti minori specializzati.
Le relazioni della visita all'ospedale dell'abate Uguccione il 6 gennaio 1311 ci aggiornano sul personale operante, che vede il numero di suore dimezzato rispetto al periodo dell'abate Anfosso, su un totale di circa quaranta unità impiegate in tutta l'abbazia.
Tuttavia, la crescente complessità delle attività impose la redazione di un vero e proprio statuto nel 1314. Le norme prescrivevano che la distribuzione di grano e vino avvenisse in appositi locali e che fossero offerti ai bisognosi solo carne e vino di qualità, che il personale si occupasse unicamente delle attività di carità e non ospitasse consanguinei, che conversi e converse utilizzassero dormitori separati, che nei letti si utilizzassero le lenzuola.
Nel 1341, ad un secolo esatto dai precedenti, sotto il dominio dei Visconti furono redatti i nuovi statuti del Comune di Vercelli, che confermavano la protezione degli enti ospedalieri cittadini.
Tra le molte proprietà dell'istituto, nel XIV secolo si ha notizia di numerose località, poste lungo la fascia collinare, fonti di cospicue entrate: Gattinara, Roasio, Masserano, Lessona, Candelo, Cavaglià, Viverone e Roppolo.

### XV secolo
Nel 1459 i canonici vittorini pagarono a caro prezzo il lungo coinvolgimento nelle vicende politiche della città: il 1º marzo, su richiesta di Ludovico di Savoia, che descriveva l'abbazia abbandonata in uno stato di deplorevole incuria, papa Pio II emise una bolla con cui affidava l'istituzione ai canonici regolari lateranensi. Nei precedenti vent'anni i lateranensi avevano già notevolmente accresciuto la propria importanza in città e il favore del pontefice è testimoniato dall'ottenimento, l'anno precedente, della prepositura del monastero di Santa Chiara (prima di allora noto come convento dei SS. Graziano e Felino). In seguito al cambio di amministrazione, i vittorini furono espulsi dall'abbazia. I mutamenti nella gestione coinvolsero l'anno seguente lo stesso ospedale, che fu separato dall'abbazia e dotato di una propria amministrazione in commendam: dapprima gli stessi abati vittorini espulsi dall'abbazia, in seguito altri dignitari.
Col passaggio all'amministrazione dei commendatari, si registrò un declino delle attività caritative, riprese tuttavia con decisione già pochi anni più tardi, durante il mandato di Giacomo Avogadro di Casanova, ministro dal 1433 al 1468: nel 1456 eran distribuite le elemosine a più di mille bisognosi tre volte a settimana, mentre i malati erano assistiti in cinquanta posti letto.
L'incremento delle attività rese necessari importanti ampliamenti alla struttura, apportati nel 1461: il salone duecentesco fu convertito in cappella, al suo lato sud-occidentale fu aggiunto un portico con volte a crociera e fu eretta una grande corsia a croce latina, con l'altare posto all'incrocio dei bracci. La corsia, pur mancando del braccio sinistro, seguiva le proporzioni ad quadratum (nove moduli nell'asta della croce, tre nei bracci), secondo lo schema dell'ospedale Ca' Granda di Milano preso a modello.

### XVI secolo
Tra gli ultimi ministri commendatari, incaricato tra il 1550 e il 1554, si ricorda il cardinale Giovanni Angelo Medici, futuro papa Pio IV.
Con una bolla di papa Paolo IV del 24 maggio 1555, emessa assecondando le richieste di personalità influenti quali il duca Emanuele Filiberto, il vescovo Pier Francesco Ferrero, il corpo decurionale e la rinuncia dell'allora commendatario cardinale Giovanni Antonio Serbelloni, l'istituto fu donato alla città, nonostante le rimostranze dell'abbazia. Al tempo stesso la gestione fu affidata a sei amministratori laici: uno nominato direttamente dal sovrano, uno dal vescovo e quattro dai decurioni. Il nuovo consiglio iniziò l'attività il 16 ottobre dello stesso anno.
Il 1º giugno 1564 il duca Emanuele Filiberto approvò con apposita patente i nuovi statuti dell'ospedale, compilati sui dettami del consiglio stesso. Gli statuti imponevano, tra le altre cose, la durata biennale del mandato e l'elezione annuale da parte dell'amministrazione cittadina di due membri del consiglio a revisori contabili dell'istituto. Era inoltre offerta l'istruzione inferiore gratuita ai figli delle famiglie meno abbienti.
A cavallo tra la fine del secolo e l'inizio del successivo avvennero ulteriori ampliamenti, che videro tra il 1581 e il 1586 l'aggiunta del grande ingresso monumentale ed entro il 1606 il nuovo portico sud-occidentale con loggiato superiore.

### XVIII secolo
Nel 1746 la grande opera di perequazione dei possedimenti laici ed ecclesiastici, inaugurata da Vittorio Amedeo II e proseguita dal figlio Carlo Emanuele III, giunse ad investigare sull'ospedale. Gli amministratori fecero dunque ricorso per ottenere l'immunità dei beni dell'istituto, dimostrando che anticamente esso dipendeva dall'abbazia.
Nelle memorie del conte Giuseppe Maria Olgiati relative agli istituti religiosi di Vercelli è riportato che attorno al 1760 l'ospedale aveva un orto botanico. Ad esso la studiosa Maria Caterina Perazzo ha dedicato una lezione dell'Università della Terza Età il 10 maggio 2007.
Nel 1772, scartata la proposta di Benedetto Alfieri di un ampliamento ad H della grande corsia, si optò per il completamento della croce latina con la costruzione del braccio sinistro, destinato alle donne (Manica delle donne).

### XIX secolo
Durante l'occupazione francese l'ospedale fu amministrato da una commissione di sette elementi, dei quali eran parte il sindaco e il vescovo. Con la Restaurazione si tornò alla forma di consiglio di amministrazione precedente, con mandato triennale.
All'inizio del XIX secolo l'Ospedale Maggiore assunse un ruolo di primaria importanza nella storia dell'assistenza italiana. Di ritorno da un viaggio nella penisola, nel 1821 suor Giovanna Antida Thouret, fondatrice della congregazione delle Suore della Carità, propose a re Carlo Felice di istituire un noviziato nel suo regno, a favore dell'istruzione della gioventù, dell'assistenza e del servizio dei malati negli ospedali e nelle prigioni, della visita e soccorso dei poveri a domicilio. La proposta fu accolta, venne stipulata una convenzione sperimentale della durata di tre anni (poi confermata alla scadenza) e nell'estate del 1828 cinque religiose della casa di Vercelli presero servizio presso l'ospedale. Si trattava di suore provenienti dalla casa di Thonon, di cui tre analfabete. Nonostante l'evidente ostacolo, le loro mansioni prevedevano la sorveglianza del personale, la gestione di guardaroba, panetteria e granaio, la registrazione di entrate e uscite dei malati. Un secondo ostacolo era posto dal fatto che nessuna conoscesse il piemontese, il che impediva l'utilizzo di qualsiasi registro. Per ovviare al problema, la superiora richiese l'invio di due suore francesi istruite da Napoli, ove era presente un'altra casa della congregazione. Nonostante le suore percepissero il peso della mancanza di istruzione, gli amministratori erano invece estremamente soddisfatti dell'operato, al punto di richiederne la partecipazione anche nella gestione economica dell'istituto. La soddisfazione dell'amministrazione è ravvisabile anche nel numero progressivamente crescente delle religiose impiegate: 15 nel 1857, 19 nel 1909.

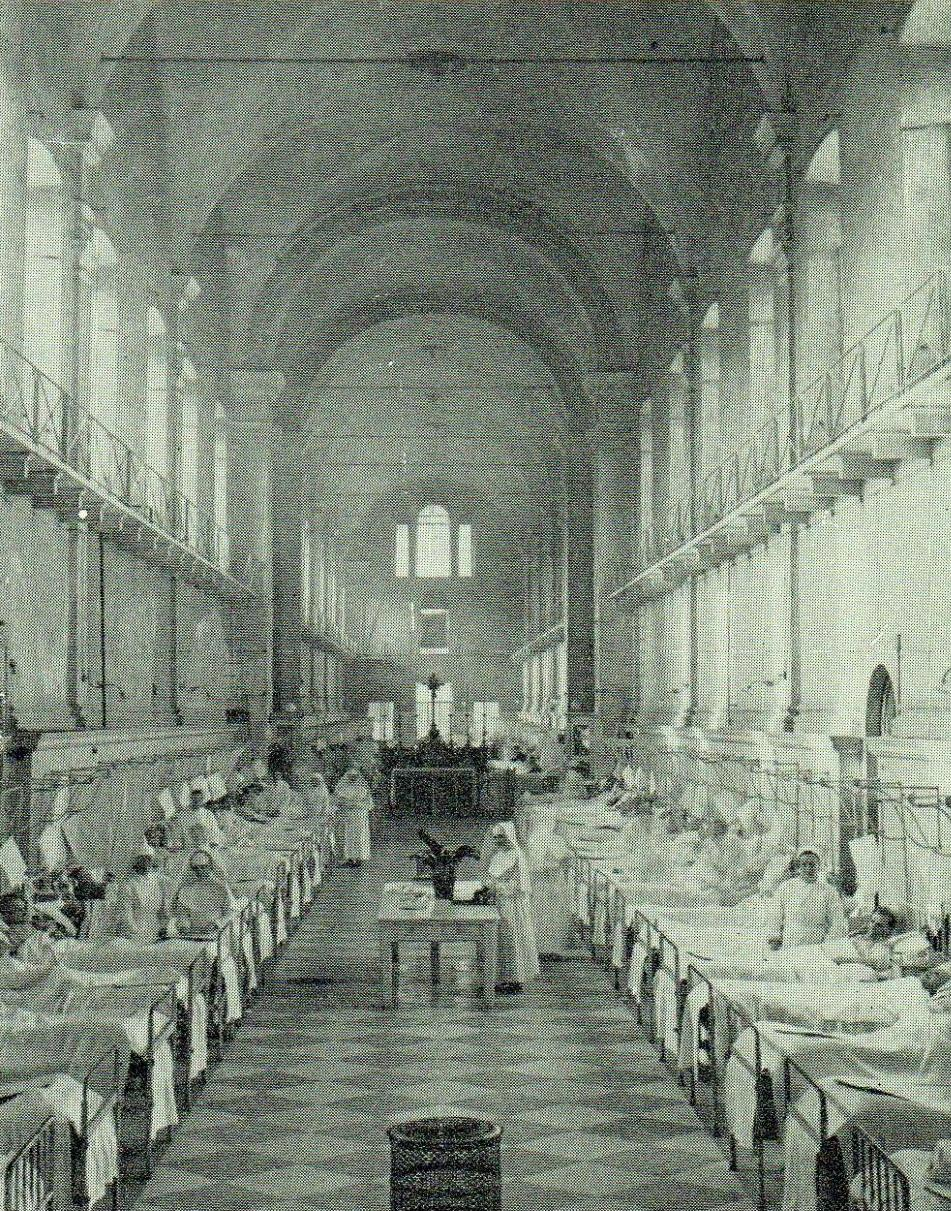
La grande infermeria

La fama dell'eccezionale servizio prestato dalle religiose giunse all'orecchio dello stesso Carlo Alberto, che nel 1831 richiese alcune suore per l'Ospedale Mauriziano di Torino. L'espansione delle Suore della Carità nel Regno di Sardegna proseguì nel 1834 presso l'Ospedale Mauriziano di Lanzo e nel 1845 a Valenza e Aosta, il che in seguito garantì il passaggio diretto all'assistenza nel Regno d'Italia.
Relativamente alle Suore della Carità occorre sottolineare due aspetti:
- nonostante la convenzione stipulata con l'ospedale prevedesse esplicitamente l'assistenza ai malati, le religiose non se ne occupavano, lasciandola esclusivamente al personale laico[45]; la discrepanza era perfettamente in linea con la condotta dettata dall'ordine in tutta la penisola, problema che sarebbe stato sollevato dal medico Umberto Baccarani (modenese, impiegato presso gli ospedali San Francesco delle Scale e Umberto I di Ancona) il secolo successivo nell'ambito di una vasta indagine sulla professione infermieristica[47][48];
- sebbene l'ospedale di Vercelli fosse stato la testa di ponte dell'espansione dell'ordine in tutta Italia e, più in generale, la gestione degli infermieri e dell'assistenza diretta agli ammalati in tutta la penisola fosse in mano al personale religioso, la figura dell'infermiere a Vercelli non fu influenzata dalla loro presenza, rimanendone nettamente scollegata[49]; a conferma di ciò, il regolamento degli infermieri del 1854 non menzionava affatto il personale religioso[50].

Nel 1825 fu nominato segretario dell'ospedale un personaggio che molto avrebbe contribuito alla storiografia vercellese: Vittorio Mandelli. Oltre il ruolo di segretario, per il quale fu apprezzato e promosso tre anni dopo a segretario capo emerito, lo si ricorda per l'attività di archivista. Nel 1828 ricevette dalla direzione un primo incarico di riorganizzazione dell'archivio, a quel tempo lasciato nel più completo abbandono. Il Mandelli risistemò ed inventariò il tutto, partendo dalla documentazione più recente. L'ottimo risultato valse nel 1854 un secondo incarico, con cui gli fu richiesto di completare la riorganizzazione dell'archivio, mettendo mano alla parte antica (1148-1555) e alla parte intermedia (1555-1836). La passione per la storia, affiancata al ruolo di archivista, lo portarono a spaziare in numerosi archivi civici, ecclesiastici e nobiliari della città, e a pubblicare numerose opere, tra cui il celebre Il Comune di Vercelli nel Medio Evo - Studi storici tra 1857 e 1861. In tale contesto ebbe rapporti con svariati storici locali, tra cui il canonico Giovanni Lampugnani, autore della biografia su Guala Bicchieri del 1842, a quel tempo al vertice dell'ospedale. Solo la morte interruppe i suoi studi, nel 1861.
Nel 1852 al consiglio di amministrazione fu aggiunto un settimo membro, con funzioni di presidente e di nomina regia, che giovò notevolmente alla regolarità e alla celerità delle attività direttive.
Nel 1853 fu stilato il nuovo regolamento del personale medico, che affidava il servizio a sei medici e sei chirurghi, di ciascun gruppo quattro curanti e due astanti. Un chirurgo curante era incaricato esclusivamente dell'ostetricia, mentre la chirurgia minore era affidata a quattro flebotomi. Nell'ultima settimana di ogni trimestre il personale medico si riuniva per condividere i fatti rilevanti, discutere le scelte operate e confrontare le opinioni, il tutto registrato con un apposito verbale.
Dal regolamento degli infermieri, stilato dall'ospedale nel 1854, possiamo trarre alcuni dettagli della procedura di ricovero e dimissione pazienti a quel tempo. Al momento del ricovero di un paziente, l'Assistente d'Infermeria ne annotava abiti, denaro ed effetti sull'apposito registro. Denaro e oggetti di valore erano consegnati all'Economo, gli abiti e i restanti oggetti venivano ripuliti e custoditi nell'apposita cassetta ai piedi del letto, chiusa a chiave. Dal registro era dunque staccata una ricevuta riportante gli effetti del paziente, che era affissa al letto per assicurare la riconsegna del tutto al momento della dimissione. In caso di morte, gli effetti e la ricevuta erano affidati all'Economo, per essere consegnati agli eredi del defunto.
Dallo medesimo documento si ricava un quadro completo del personale operante in ospedale. Oltre a medici e infermieri vi erano il regolatore di governo, l'economo (incaricato della sorveglianza della gestione interna), il lavandaio, il portinajo, la cenciajuola, il barbiere e gli inservienti. Le questioni religiose erano assolte da quattro sacerdoti.
Nel 1861 l'ospedale disponeva di 360 posti letto: 230 per gli uomini, 130 per le donne. In casi straordinari potevano giungere a 400.
Nel ventennio centrale del secolo furono aggiunti all'ospedale numerosi fabbricati, secondo le esigenze del momento e senza un ordine preciso. Solo dopo tale periodo l'amministrazione realizzò il problema e l'affrontò, affidando all'ingegnere Ettore Tartara e all'architetto Amedeo Peyron la stesura di un piano regolatore. L'edificio fu ampliato e decorato tra il 1862 e il 1866, su progetto di Tartara. Furono in seguito aggiunti il reparto ginecologico (annesso al reparto maternità già esistente), la Scuola di ostetricia (di cui si ha notizia almeno dal 1877, anno in cui fu pareggiata), il reparto infettivi e il reparto oftalmico.
Nel 1886 presso l'ospedale fu fondata la scuola per infermieri, sul modello della scuola istituita nel 1880 all'Ospedale Maggiore San Giovanni Battista di Torino. I corsi ebbero inizio l'anno seguente. Con la conclusione della prima edizione del corso, nel 1889, la frequenza delle lezioni e il superamento dell'esame finale divennero un requisito obbligatorio per esercitare la professione di infermiere presso l'ospedale.
Nel XIX secolo fu assorbito il monastero benedettino di San Pietro Martire, che, assieme all'ampliamento della Manica delle Donne e la costruzione dell'adiacente edificio della Farmacia, contribuì all'assetto definitivo della struttura.

### XX secolo
Nel XX secolo alcune parti della struttura furono demolite, in quanto ritenute non di pregio, e l'istituto progressivamente abbandonato tra fine della seconda guerra mondiale e i primi anni '60, quando fu sostituito dal nuovo ospedale. L'area sgombra che venne a crearsi fu adibita a parcheggio, comunemente indicato come il parcheggione.
Il 4 luglio 1961 la proprietà fu smembrata, in seguito all'acquisto di una parte ad opera dell'amministrazione provinciale e una parte ad opera dell'amministrazione comunale. Il solo Salone Dugentesco rimase all'Ospedale Sant'Andrea.

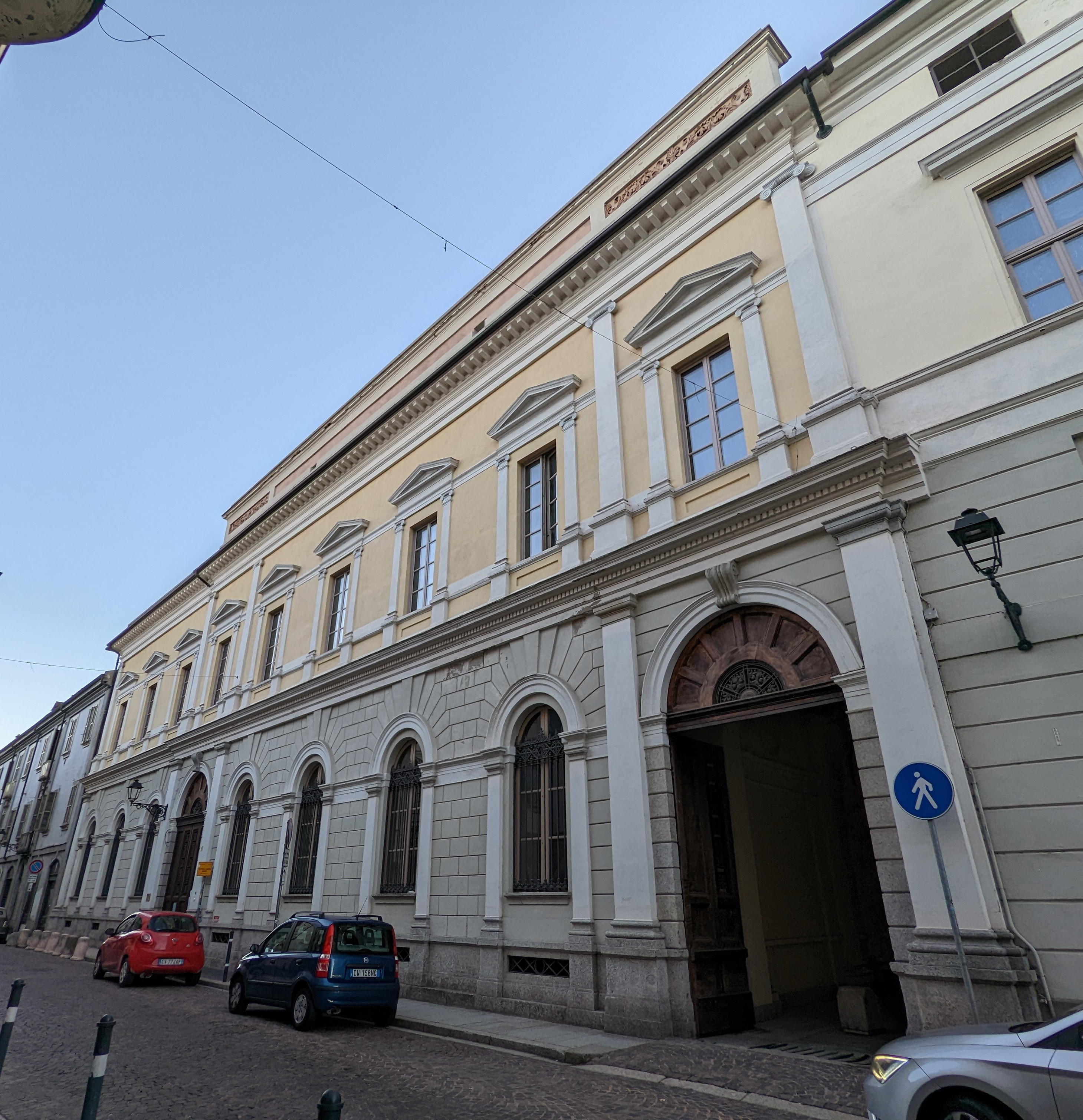
Edificio dell'ex-Farmacia

### XXI secolo
Nel 2011 è stata avviata la raccolta di fondi per il recupero, il restauro e la rifunzionalizzazione della struttura. Grazie ai 13 milioni di euro provenienti dai fondi comunitari per il Progetto integrato di sviluppo urbano (P.I.S.U.), nel 2016 una parte consistente dell'opera di recupero è conclusa. Il parcheggione è stato sostituito da un'ampia piazza, nel 2022 rinominata Piazza Antico Ospedale. Sono stati recuperati gli spazi della Manica delle donne e dell'edificio dell'ex Farmacia, da destinare ad uso transitorio e ludoteca. Si è restaurato l'ex monastero di San Pietro Martire, per ospitare laboratori artigiani, spazi per le imprese e servizi. Infine il padiglione ex 18 sarà adibito a vetrina e sede di attività commerciali legate alle specialità gastronomiche locali, mentre l'ex macello di via Laviny destinato alle associazioni e all'emporio solidale.
Nel 2016 il Salone Dugentesco è intitolato al compositore vercellese Joseph Robbone.
Per l'anniversario degli 800 anni dalla fondazione, l'amministrazione comunale e l'Azienda Sanitaria Locale hanno organizzato congiuntamente una serie di eventi culturali incentrati sulla storia e l'importanza dell'istituzione nei secoli, nell'arco temporale che va dall'autunno 2023 all'autunno 2024.

## Descrizione

### Salone Dugentesco

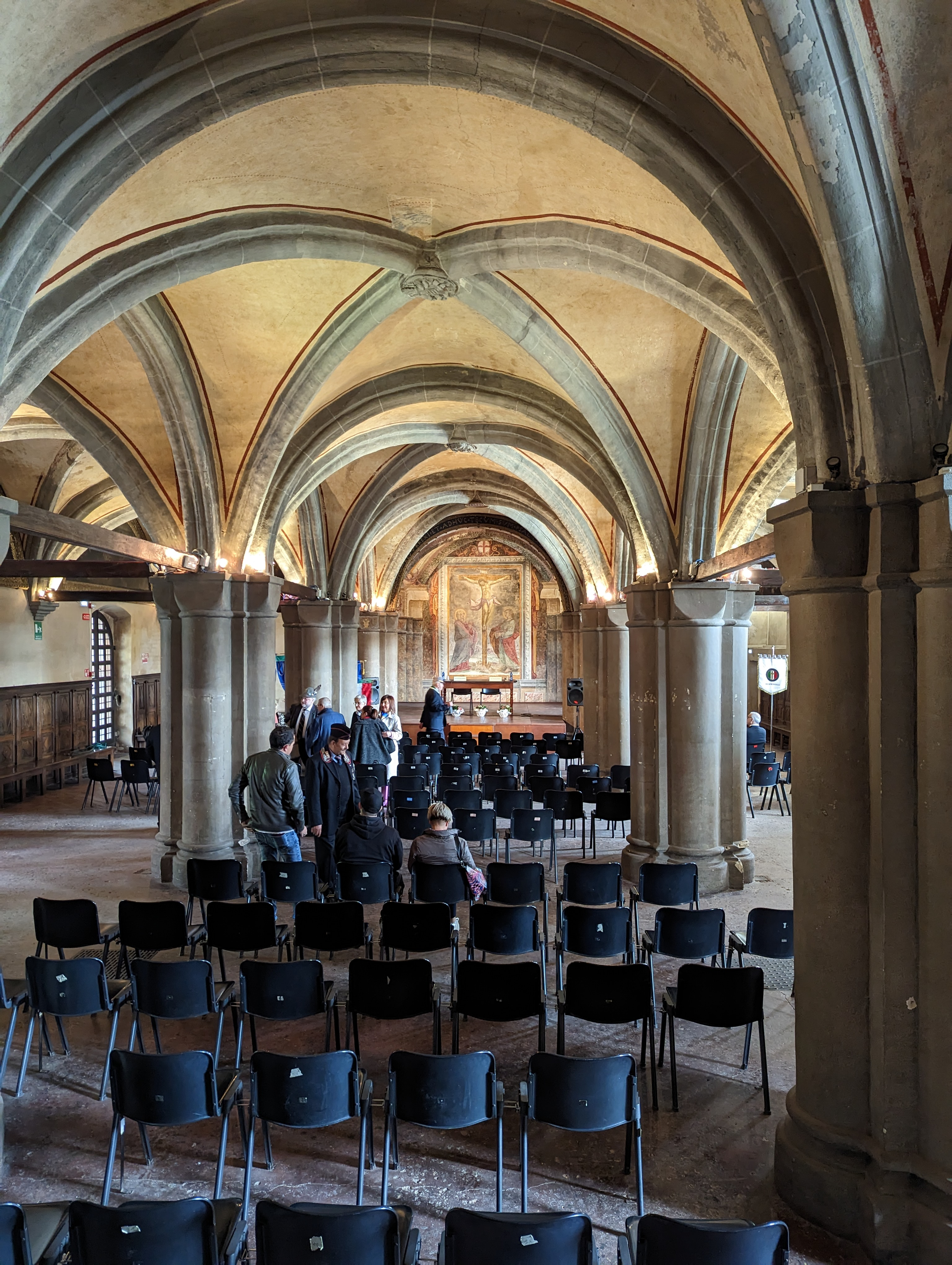
Salone Dugentesco

Il nucleo primitivo consiste in una grande sala divisa in tre navate di cinque campate ciascuna, sormontate da volte a crociera costolonate sorrette da pilastri in pietra e muri in laterizio: il cosiddetto Salone Dugentesco, un chiaro esempio di architettura gotica, dettaglio che lo fa ritenere opera delle medesime maestranze padane e transalpine dedicate all'abbazia. L'accesso è garantito da tre portali, il maggiore dei quali sormontato da un affresco raffigurante il cardinale Guala Bicchieri che, assistito da Sant'Andrea e (forse) San Dionigi Areopagita, offre a Cristo Pantocratore un modello in scala dell'ospedale. Sulla parete di fondo è un affresco rappresentante Cristo in croce affiancato dalla Vergine e San Giovanni. Almeno dal XX secolo il salone è sede di manifestazioni di carattere culturale, quali mostre, conferenze e anche concerti, data l'ottima acustica offerta dall'ambiente.

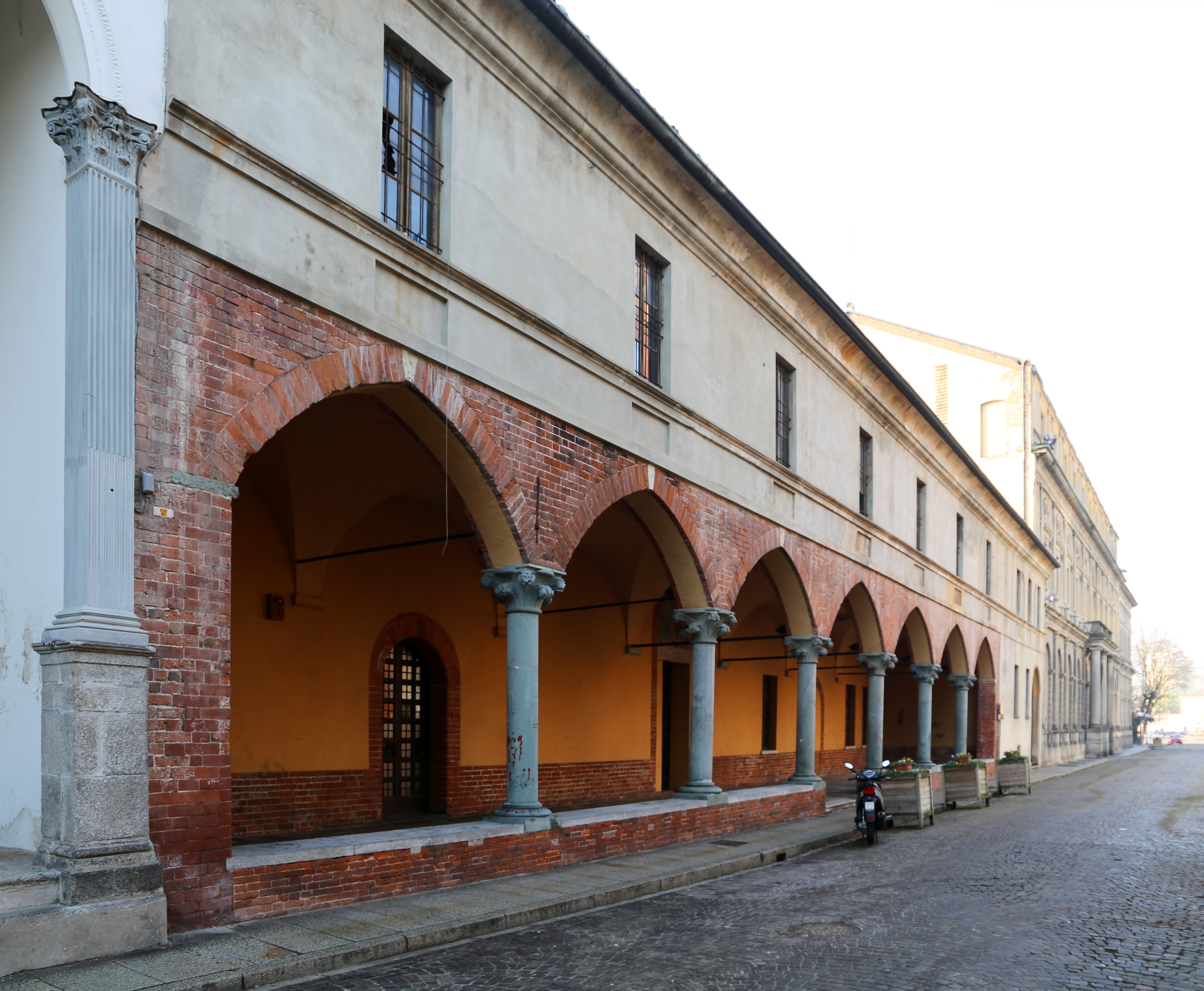
Portico dei Pellegrini

La facciata anteriore, rivolta a nord-est verso la basilica, è dominata da un porticato di sette archi a sesto acuto, corrispondenti a sette campate a crociera, noto come Portico dei Pellegrini, chiaro riferimento alla funzione originaria dell'istituto. All'estremità sinistra del portico, direttamente connessa ai locali dell'ospedale, era collocata la ruota degli esposti.
La facciata a sud-ovest è dotata di un portico con volte a crociera, aggiunto durante i grandi ampliamenti del 1461.

### Grande infermeria
Attorno al nucleo primitivo sorse progressivamente, nei secoli successivi la costruzione, un grande complesso di fabbricati ospedalieri.
Fra tutti spicca la grande infermeria, eretta nel XV secolo e completata nel XVIII, la cui struttura generale rispecchia l'antico canone dell'ospedale a grande crociera, di cui ne è un esempio assai rappresentativo: due corsie maggiori si uniscono a forma di croce, con l'altare nel punto d'incontro, misurando 124 metri di lunghezza, 9 di larghezza e 15 di altezza. Le pareti contro cui si disponevano i letti erano stuccate, ogni due letti era ricavato un piccolo anfratto per il gabinetto. Il pavimento era in lastre di marmo di Carrara bianco e bardiglio. Sappiamo che all'inizio del XVII secolo il baldacchino dell'altar maggiore della basilica fu ricollocato sopra l'altare della grande infermeria dell'ospedale, poi rimosso nel XX secolo.
Nel 1841, all'ingresso dell'infermeria fu eretto un busto marmoreo commemorativo del cardinale Guala Bicchieri, opera dello scultore Giuseppe Argenti. La cerimonia di inaugurazione fu tenuta il giorno di Pasqua; per l'occasione furono coniate medaglie in oro, argento e rame raffiguranti il cardinale. Il busto fu in seguito spostato al centro del cortile d'ingresso, prima del 1910.

### Altre strutture
Nella descrizione dell'ospedale fornita da Carlo Dionisotti Casalone nel 1861, sono annoverati anche un reparto di maternità, organizzato in tante piccole stanze ove le partorienti avevano facoltà di mantenere l'anonimato, un reparto per sifilitici e uno per ricoverati a pagamento.
L'ospedale disponeva di una farmacia interna, il cui servizio comprendeva la fornitura gratuita di medicinali ai meno abbienti.
Erano infine annessi uno studio di anatomia patologica, un piccolo museo di storia e un orto botanico. L'orto botanico era situato in corrispondenza di dove poi sarebbe stato eretto Palazzo Tartara, tra la metà del XVIII secolo e la metà del XIX, e sopperiva in buona parte alle esigenze dell'ospedale.

### Palazzo Tartara
Progettato dall'ingegner Ettore Tartara negli anni 1867-1868, dove era precedentemente situato l'orto botanico, fu in origine sede dell'amministrazione ospedaliera.
L'edificio è esposto su tre vie cittadine: la facciata principale sulla via Galileo Ferraris; la seconda su piazza Roma, la cui entrata sino a metà del XX secolo conduceva agli ambulatori, decorata da un bassorilievo nel timpano del frontone, raffigurante un'allegoria della medicina e delle cure, opera dello scultore ottocentesco Ercole Villa; la terza piccola facciata insiste sul viale Garibaldi. Il palazzo è decorato con 26 medaglioni classicheggianti ritraenti famosi medici antichi e moderni, realizzati sempre da Ercole Villa
L'edificio sopravvisse alle demolizioni degli anni 1962-1965 che cancellarono gran parte dello storico complesso.

### Ex Ospedaletto
Nel cortile interno, perpendicolarmente a Palazzo Tartara, è situato l'edificio noto come "Ospedaletto", progettato sempre da Ettore Tartara nel tardo XIX secolo e adibito a reparto pediatrico. Il reparto fu aperto nel 1892 grazie al legato di Giuseppe Tarchetti, medico dell'istituto.
Anche l'Ex Ospedaletto sopravvisse alle demolizioni degli anni 1962-1965.

## La figura dell'infermiere
In uno studio del 2013, la dottoressa Elisa Longhi fornisce una chiara idea di mansioni, trattamento e carriera degli infermieri presso l'ospedale di Vercelli tra il XIX secolo e l'inizio del XX.

### Reclutamento
Nel XIX secolo non era necessaria alcuna preparazione per ottenere il posto di infermiere presso l'ospedale di Vercelli, bastava inoltrare una richiesta scritta all'amministrazione. Solo nei momenti di necessità, mediante il presidente dell'amministrazione, l'ospedale raccoglieva le richieste ricevute e sottoponeva i candidati alla visita di idoneità.
Per gli uomini era richiesta un'altezza di 1,70 m e una circonferenza toracica di 89 cm, robusta costituzione e nessun difetto fisico. Le fonti consultate non riportano i requisiti fisici per le donne, ma sappiamo esser richiesto lo stato civile, annotato come nubilato o vedovanza, con o senza prole. Indipendentemente dal sesso, i candidati dovevano avere un'età compresa tra i 24 e i 34 anni, saper leggere e scrivere. Era infine indispensabile presentare un certificato di moralità, considerato come requisito primario per la figura dell'infermiere ideale.
Con l'istituzione della scuola per infermieri, dopo la conclusione della prima edizione del corso, nel 1889, l'assunzione e l'avanzamento di carriera degli infermieri furono subordinati alla frequenza delle lezioni e al conseguimento della patente di infermiere, rilasciata al superamento dell'esame finale.

### Sovrannumerarii
I candidati ritenuti idonei venivano inquadrati come infermieri sovrannumerarii (o surrogati o supplenti) ed erano chiamati in caso di assenza degli infermieri numerarii (cioè ordinari o effettivi). L'assunzione, inoltre, coincideva con l'inserimento in un'apposita graduatoria basata sull'anzianità e sul merito. In essa l'avanzamento avveniva solo quando un posto di infermiere ordinario si liberava, in caso di dimissioni o pensionamento.
Nel 1854 l'ospedale redasse il regolamento interno Pel servizio delle infermerie, da cui si possono trarre vari aspetti della figura dell'infermiere sovrannumerario: il numero era prestabilito; erano essenzialmente precari, che lavoravano solo su chiamata, assegnati alle stesse mansioni degli ordinari e con il medesimo compenso; percepivano un'indennità di disponibilità di 36 lire annue e il loro servizio veniva computato per metà all'epoca della pensione.
Nel 1860 l'indennizzo annuo fu revocato, il servizio non più computato ai fini pensionistici e il compenso ridotto a 1,90 lire per i maschi e 1,50 lire per le femmine. Il peggioramento delle condizioni economiche portò a seri problemi di carenza di personale: la maggior parte dei maschi, non convenendo più rispondere alle chiamate in servizio, che tra l'altro mettevano a repentaglio qualsiasi lavoro esterno, preferirono la stabilità offerta da quest'ultimo, sebbene a fronte di un compenso minore. Le donne, invece, probabilmente essendo nubili, non mancarono le chiamate in servizio.
Sappiamo che fino al 1860 gli infermieri sovrannumerari erano 12, equamente distribuiti per sesso, aumentati nel 1873 a 18, 11 uomini e 7 donne, con età media di 24 anni.

### Numerarii
Una volta raggiunto il ruolo di effettivi, gli infermieri lavoravano circa 25 anni, al termine dei quali potevano essere collocati in pensione, previa richiesta scritta del responsabile delle infermerie al presidente dell'amministrazione, che doveva acconsentire.
In caso di comportamenti sconvenienti o scorretti, i sistemi punitivi prevedevano la sospensione, la decurtazione del salario e, solo per i sovrannumerari, la retrocessione in graduatoria.
Gli infermieri ordinari erano valutati annualmente, per verificare che mantenessero le caratteristiche fisiche, attitudinali e comportamentali richieste dal ruolo. La valutazione, stilata dal primario del reparto, verteva sul grado di forza fisica, sulle qualità morali ed intellettuali, sul contegno nei rapporti con i malati e col personale sanitario, sulla pulizia personale. Un dettaglio rilevante: contegno e pulizia erano ritenuti tratti fondamentali, preferiti ad una spiccata intelligenza. La valutazione, espressa in decimi, era integrata dal resoconto disciplinare prodotto dall'assistente alle infermerie. Tra il 1886 e il 1900 l'amministrazione istituì un premio annuo di 30 lire, assegnato agli infermieri più meritevoli secondo le valutazioni annuali.
Nel 1886 risultavano 33 infermieri effettivi, ridotti in seguito a 16 e infine 12 prima del 1894.

### Ruoli
Il Regolamento pel Servizio delle Infermerie redatto dall'ospedale il 6 marzo 1854 prevedeva diversi ruoli per gli infermieri, con compiti specifici. Inoltre da tale documento si intuisce come l'assistenza ospedaliera fosse meticolosamente pianificata: ad ogni ora del giorno ogni figura, non solo l'infermiere, aveva assegnate mansioni specifiche, senza alcuna sovrapposizione che potesse degenerare in fraintendimenti.

#### Assistente d'infermeria
L'Assistente d'infermeria dirigeva e monitorava il servizio degli infermieri e degli inservienti impiegati nell'assistenza, assicurandosi che ognuno espletasse a dovere le mansioni assegnate, garantendo al contempo un trattamento umano e caritatevole ai pazienti. In caso di comportamenti scorretti, comminava vari gradi di sanzione, che prevedevano la sospensione provvisoria dal servizio nei casi più gravi, di cui il Regolatore di Governo era subito avvertito. In caso di malattia degli infermieri ordinari, richiamava i sovrannumerari secondo l'ordine di anzianità. Ad inizio anno stabiliva i turni di guardia di servizio a cui gli infermieri si sarebbero attenuti per tutto l'anno.
Al tempo stesso collaborava con medici e chirurghi, contattandoli quando ne era richiesto l'operato e presenziando durante le visite ai pazienti. Aveva inoltre la responsabilità e la custodia dello strumentario chirurgico.
Relativamente ai pazienti, organizzava sia il trasporto in ospedale che verso casa, controllava che nessuno lasciasse l'istituto senza dimissione, comunicava all'ufficio dello stato civile i decessi e organizzava le eventuali autopsie.
Il suo operato comprendeva anche la supervisione degli ambienti, garantendo la pulizia della biancheria dei letti e la disinfezione delle infermerie, nonché disponibilità degli oggetti in esse in dotazione. Garantiva inoltre che fossero mantenuti silenzio, ordine, corretta illuminazione, aerazione e temperatura nelle infermerie.
Parallelamente alle attività operative, l'Assistente di infermeria era incaricato dell'aspetto burocratico dell'assistenza, registrando: ricovero e dimissione dei pazienti, decessi, parti, balie, esposti, interventi chirurgici, giornate di presenza e assenza di infermieri, medici, chirurghi e flebotomi.

#### Caporale infermiere
Si trattava essenzialmente del sostituto dell'Assistente d'infermeria, quando questi non era presente.

#### Infermieri
Queste figure assistevano i pazienti, gli infermieri nelle corsie maschili e le infermiere in quelle femminili. Dipendovano dall'Assistente d'infermeria e dal Caporale Infermiere e seguivano gli ordini di medici e chirurghi. Il servizio era suddiviso in comune, settimanale e particolare di guardia e mezza guardia, in cui gli infermieri erano periodicamente inquadrati. L'unica eccezione era costituita dagli infermieri delle corsie chirurgiche, che operavano sempre solo in esse.
- Inf. di servizio comune - Provvedevano al rifacimento dei letti, al cambio della relativa biancheria e garantivano la pulizia del settore di infermeria affidato. All'ora dei pasti lavavano le mani ai pazienti e distribuivano le vivande agli allettati. Ogni sera collocavano i vasi puliti ai piedi dei letti[45].
- Inf. di servizio settimanale - Due infermieri per settimana erano incaricati di pulire tutti gli strumenti in rame e stagno utilizzati nelle infermerie. Altri due accompagnavano i pazienti, li svestivano, li scaldavano, provvedevano alla loro biancheria e distribuivano le vivande[45].
- Inf. di servizio di guardia - I turni erano stabiliti al principio di ogni anno dall'Assistente d'infermeria. All'inizio del turno visitavano i pazienti, dando priorità ai più gravi. Assistevano i pazienti somministrando i trattamenti, aiutandoli ad alimentarsi e a muoversi, ne ascoltavano ed esaudivano le richieste, vigilavano che non ricevessero cibo dall'esterno. L'assistenza notturna prevedeva la ronda nelle corsie col supporto di un lume, al contempo si assicuravano che temperatura, illuminazione e silenzio rimanessero costanti. Assieme all'Assistente d'infermeria seguivano medici e chirurghi durante le visite ai pazienti. Alla fine del turno relazionavano quanto opportuno al collega che subentrava e all'Assistente d'infermeria[45].
- Inf. di servizio di mezza guardia - Sostituivano gli infermieri di guardia quando questi non erano presenti, durante le pause pranzo o i cambi di turno. Erano inoltre incaricati del trasporto dell'attrezzatura necessaria agli infermieri di guardia e della biancheria. Supportavano gli spazzini nei lavori fisicamente più impegnativi[45].
- Inf. di servizio spazzini - Il servizio di spazzino era assegnato per estrazione a sorte. Alla notte e al mattino gli spazzini sostituivano i vasi ai piedi dei letti. Erano incaricati dei lavori fisicamente più impegnativi, assieme agli infermieri di mezza guardia. Assistevano i medici durante le autopsie e trasportavano i cadaveri dai letti alla cappella. Trasportavano inoltro con la lettiga i pazienti sia dal domicilio all'ospedale che viceversa[45].

### Approfondimenti
- Antonio Olivieri, Alessandro Barbero, Iniziative di riforma, tensioni istituzionali e quadri giuridici nella storia delle fondazioni ospedaliere vercellesi (secoli XIV e XV) (PDF), Vercelli fra Tre e Quattrocento, Vercelli, Aula Magna dell'Università A. Avogadro, "Cripta dell'Abbazia di S. Andrea", 22-23-24 novembre 2013. Atti del Sesto Congresso Storico Vercellese, Vercelli, Società Storica Vercellese, 2014,  pp. 211-230, ISBN 978-88-96949-09-2. URL consultato il 6 febbraio 2024.
- Antonio Olivieri, Il volto nascosto dell'economia ospedaliera. L'ospedale di Sant'Andrea di Vercelli nei secoli XIV e XV, in Reti Medievali, vol. 17, n. 1, 18 maggio 2016,  pp. 189-217. URL consultato il 6 febbraio 2024. Ospitato su SHARE Riviste - Università degli Studi di Napoli Federico II.
- Antonio Olivieri, Formule di conversione. Esempi dalle carte di un ospedale vercellese (secoli XIII-XIV), in Scrineum Rivista, n. 16, 2019,  pp. 205-282, DOI:10.13128/Scrineum-10765, ISSN 1128-5656 (WC · ACNP). URL consultato il 10 febbraio 2024.
- Antonio Olivieri, La signoria dell'ospedale di Sant'Andrea di Vercelli su Larizzate (PDF), in Alessio Fiore e Luigi Provero (a cura di), La signoria rurale nell'Italia del tardo medioevo, 3. L'azione politica locale, Firenze University Press, 2021,  pp. 107-131, DOI:10.36253/978-88-5518-427-4, ISBN 978-88-5518-427-4, ISSN 2704-6079 (WC · ACNP). URL consultato il 10 febbraio 2024. Ospitato su Firenze University Press.